# Паули, Жегота
Жегота Паули (пол. Żegota Pauli; 1 июля 1814, Новы-Сонч — 20 октября 1895, Краков) — польский историк-этнограф из Галиции.

## Биография и деятельность
Мещанин из Нового Сонча, Паули, по окончании курса в гимназии, отправился путешествовать по Галиции, собирая этнографические материалы и изучая народные обычаи. Своё путешествие он описал в «Rozmaitościach Iwowskich» (1835).
Поступив в 1831 году в Львовский университет, Паули принадлежал к кружку писателей, ревностно занимавшихся славянской этнографией.
После неудачного восстания Заливского Паули попал в тюрьму; выйдя из неё, издал собранные им «Pieśni ludu polskiego w Galicyi» (1838) и «Pieśni ludu ruskiego» (1839 и 1840).
Был библиотекарем и консерватором музея Потоцких, позже хранителем Ягеллонской библиотеки в Кракове. Издал множество польских памятников; помещал статьи в «Lwowianin», «Przyjaciel ludu» и др. Краковский университет поручил ему издание своего «Kodeks dyplomatyczny» — собрания исторических актов, а граф Пшезьдзецкий — издание «Хроники» Яна Длугоша.
Похоронен на Раковицком кладбище Кракова (Польша).

## Издания
- «Rozmaitościach Iwowskich» (1835)
- «Песни польского народа в Галиции» (Piesni ludu polśkiego w Galicyi; Львов, 1838);
- «Песни русского народа в Галиции» (Pieśni ludu ruskiego w Galicyi; в 2-х томах; Львов, 1839) — собрание 1250 песен (591 в первом томе и 659 во втором).